# 山东英才学院
山东英才学院是一所位于中国山东省济南市的民办普通本科高等院校。创建于1998年6月，原为山东英才专修学院，2008年升格为普通本科高校。是山东省政府学位办批准的首家和重点公办大学联合培养研究生基地的民办高校，现与华东师范大学、山东大学、山东师范大学、济南大学联合培养专业硕士研究生。